# Satau
Satau – wieś w Botswanie w dystrykcie Północno-Zachodnim. Według spisu ludności z 2001 roku wieś liczyła 730 mieszkańców.